# Dairoides margaritatus
Dairoides margaritatus is een krabbensoort uit de familie van de Dairoididae. De wetenschappelijke naam van de soort is voor het eerst geldig gepubliceerd in 1920 door Stebbing.